# Setodes atiguna
Setodes atiguna är en nattsländeart som beskrevs av Schmid 1987. Setodes atiguna ingår i släktet Setodes och familjen långhornssländor. Inga underarter finns listade i Catalogue of Life.